# Палмейра-дуз-Індіус (мікрорегіон)

Палмейра-дуз-Індіус на карті штату Алагоас

Палмейра-дуз-Індіус (порт. Microrregião de Palmeira dos Índios) — мікрорегіон в Бразилії, входить в штат Алагоас. Складова частина мезорегіону Сільськогосподарський район штату Алагоас. Населення становить 175 157 осіб на 2003 рік. Займає площу 2 371 км². Густота населення — 73,9 ос./км².

## Склад мікрорегіону
До складу мікрорегіону включені наступні муніципалітети:
1. Белен
2. Касімбіньяс
3. Естрела-ді-Алагоас
4. Ігасі
5. Мар-Вермелью
6. Марібонду
7. Мінадор-ду-Негран
8. Палмейра-дуз-Індіус
9. Паулу-Жасінту
10. Кебрангулу
11. Танкі-д'Арка

| Бразилія | Це незавершена стаття з географії Бразилії. Ви можете допомогти проєкту, виправивши або дописавши її. |